# Кільцівка тонка
Кільцівка тонка (Gyroweisia tenuis) — вид мохів порядку потіальних (Pottiales).

## Поширення
Батьківщиною є Європа, Північна Америка.
Населяє тонкий ґрунт і в ущелинах скель, піщаник, вапнякова порода; від низьких до помірних висот (70–1000 метрів).

## Характеристика
Рослини розкидані або дуже рихло розташовані. Стебла до 0.4 см, центральна нитка відсутня. Листки 0.25–1(1.4) мм, від прямих до загнутих коли сухі, розпростерті коли вологі, основа розширена в нижніх 1/3–1/2, довго-прямокутна; поля цілі. Спеціалізоване нестатеве розмноження зазвичай присутнє в стерильному матеріалі у вигляді гемм у пазухах листків, подовжених, неправильно булавоподібних, короткорозгалужених або веретеноподібних, переважно з 4–10 клітин. Вид дводомний.